# Berta Geissmar
Berta Geissmar (14. September 1892 in Mannheim – 3. November 1949 in London) war eine Musikwissenschaftlerin und Autorin. Sie war die Privatsekretärin von Wilhelm Furtwängler und musste wegen ihrer jüdischen Herkunft in der Zeit des Nationalsozialismus emigrieren.

## Familie
Berta Geissmar war die Tochter des Rechtsanwalts Leopold Geissmar (geb. 1863; gest. 29. Juli 1918) und der Anna geborene Hirsch (geb. 1868; gest. 1954 in London). Zu ihren Vorfahren zählten Rabbiner (z. B. David Geismar), Kantoren und Religionslehrer. Berta Geissmar war die Nichte von Johanna Geissmar.

## Leben
Nach dem 1910 abgelegten Abitur studierte Berta Geissmar an der Universität Heidelberg Philosophie im Hauptfach und Psychologie, Kunstgeschichte und Archäologie in den Nebenfächern.
Ihr Studium schloss sie 1920 mit dem Doktorexamen ab. Ab 1921 wurde sie von Wilhelm Furtwängler als private Sekretärin und Konzertmanagerin angestellt. Diese erfolgreiche Zusammenarbeit endete im Dezember 1934, als Furtwängler dem Druck der Nationalsozialisten nachgab und sich von seiner langjährigen jüdischen Mitarbeiterin trennte.
Anfang 1936 reiste Berta Geissmar als erste Station ihrer Emigration in die USA zu Freunden. Dort traf sie Thomas Beecham, den sie schon seit längerem beruflich kannte, und Beecham stellte sie nun ab dem 18. April 1936 als persönliche Mitarbeiterin an. So half er ihr, der Jüdin im Exil, in England einen britischen Pass und eine Arbeitserlaubnis zu erhalten. Sie erlebte während des Zweiten Weltkrieges die deutschen Luftangriffe auf London und wurde selbst ausgebombt.
Nach dem Krieg setzte Geissmar sich für Wilhelm Furtwängler ein, ihrer Fürsprache, sowie der von Paul Hindemith, Yehudi Menuhin und Szymon Goldberg verdankte er es, dass er 1947 im Spruchkammerverfahren im Rahmen der Entnazifizierung freigesprochen wurde.
Berta Geissmar starb am 3. November 1949 im Alter von 57 Jahren in London.

## Schriften (Auswahl)
- Verhältnis von Kunst und Wissenschaft in der Kunstlehre Conrad Fiedlers, Frankfurt am Main 1921, OCLC 80508992 (Dissertation Universität Frankfurt am Main 1921, 118 Blätter, 2 Microfiches).
- The Baton and the Jackboot, Recollections of Musical Life, with plates, including a portrait, Hamilton London 1944, DNB 992387442, OCLC 753001276 amerikanische Ausgabe unter dem Titel: Two Worlds of Music, Creative Age Press, New York NY 1946, OCLC 604392846. 
  - Musik im Schatten der Politik. Erinnerungen. Atlantis, Zürich 1945, ISBN 3-254-00120-6
  - mit Fred K. Prieberg: Taktstock und Schaftstiefel. Erinnerungen an Wilhelm Furtwängler. Dittrich, Berlin 1996, ISBN 3-920862-10-4
- Richard Wagner, The Valkyrie. Boosey and Hawkes; Die Walküre, Bonn 1948
- Wagner, Siegfried. Boosey and Hawkes; auch deutsch: Siegfried, Boosey and Hawkes 1948
- Wagner, Götterdämmerung. Boosey and Hawkes, 1948; The twilight of the gods. Boosey and Hawkes 1949
- Wagner, Das Rheingold, Boosey and Hawkes 1948; The Rhinegold. Boosey and Hawkes 1949
- Two Worlds of Music. Creative Age Press, 1946